# Relais suédois
Le relais suédois est une épreuve d'athlétisme de relais consistant à enchaîner les distances de 100 m, 200 m, 300 m et 400 m.
L'épreuve est disputée généralement lors de compétitions de jeunes, notamment les championnats du monde jeunesse et les Jeux olympiques de la jeunesse. Elle figure également au programme de meetings internationaux tel le DN Galan de Stockholm.
La meilleure performance de tous les temps — non considérée comme un record du monde par l'IAAF — est établie le 25 juillet 2006 à Stockholm par l'équipe de Jamaïque en 1 min 46 s 59 : Christopher Williams (100 m), Usain Bolt (200 m), Davian Clarke (300 m) et Jermaine Gonzales (400 m).